# Cugovec
Cugovec is een plaats in de gemeente Gradec in de Kroatische provincie Zagreb. De plaats telt 390 inwoners (2001).